# 君は知らない/君に逢いたい午後
「君は知らない/君に逢いたい午後」（きみはしらない/きみにあいたいごご）は、1989年5月25日リリース、稲垣潤一16枚目のシングル。

## タイアップ
「君は知らない」…JT｢Sometime Lights（ペイント編）｣CMソング
「君に逢いたい午後」…フジテレビ系｢なるほど!ザ・ワールド｣エンディングテーマ

## 収録曲
1. 君は知らない
  - 作詞：秋元康、作曲：林哲司、編曲：坂本洋
2. 君に逢いたい午後
  - 作詞：秋元康、作曲：MAYUMI、編曲：坂本洋